# Moussa Sanogo
Moussa Sanogo (Costa de Marfil, 16 de julio de 1983) es un futbolista marfileño, ahora retirado, naturalizado belga. Jugó como volante en el RAEC Mons de la Liga Jupiler de Bélgica en 2011. Su último club fue el KVW Zaventem en 2018 hasta su retiro en julio de ese mismo año.  

## Carrera
Al igual que muchos jugadores de Costa de Marfil, comenzó su carrera después de entrar a la famosa academia del club ASEC Abiyán, antes de pasar al KSK Beveren de Bélgica. Desde aquí, le impresionó lo suficiente cómo para ser transferido al FC Brussels, rivales en el 2005. En el 2007 se trasladó a Israel para jugar por el Maccabi Netanya, pero fue liberado a mitad de temporada y volvió a su antiguo club.

## Clubes
| País            | Club            | Año       |
| --------------- | --------------- | --------- |
| Costa de Marfil | ASEC Mimosas    | 2001-2002 |
| Bélgica         | KSK Beveren     | 2002-2005 |
| Bélgica         | FC Brussels     | 2005-2007 |
| Israel          | Maccabi Netanya | 2007      |
| Bélgica         | FC Brussels     | 2008-2010 |
| Bélgica         | RAEC Mons       | 2010-2012 |